# 開集合

例：青い円周は x^{2} + y^{2} = r^{2} を満たす点 (x, y) の集合。赤い円板は x^{2} + y^{2} < r^{2} を満たす点 (x, y) の集合。赤色の集合は開集合、青色の集合はその境界、これらを併せた集合は閉集合である。

数学の位相空間論における開集合（かいしゅうごう、英: open set）は、実数直線における開区間の概念を一般化する概念である。もっとも簡単な例は距離空間における場合で、そこでは開集合の概念は、各点を中心とする球体を含むような部分集合と一致する。しかし、一般には開集合は非常に抽象的なもので、「開集合の任意個の合併は開集合である」「開集合の有限個の交わりは開集合である」「全体空間は開集合である」という性質を満たす限りにおいて任意の集合族を開集合族とすることができる。空間に対する開集合族の選び方の各々は位相と呼ばれる（位相の特徴付けの項も参照せよ）。全ての集合には、任意の部分集合が開集合である離散位相と、空集合と全体集合のみを開集合とする密着位相という、二つの自明な位相が定義できる。
しかし実用上は、離散位相と密着位相の中間にある非自明な位相を考えることが多く、開集合の概念は位相空間における点の「近さ」について述べる方法を提供する基本的な道具立てである。開集合族がひとたび決められたならば、近さの概念を言い表すのに用いられる連続性・連結性およびコンパクト性が定義される。
開集合およびそれを含む位相の概念は点集合位相において中心的な重要性を持つものであるが、数学の他の主要分野における構造化の道具としても用いられる。そのような位相の例には、代数幾何学におけるザリスキー位相（代数多様体の代数的特性を反映する）や、微分位相幾何学における可微分多様体上の位相（空間内の各点が有限次元ユークリッド空間内の開球体に同相な近傍を持つ）などがある。

## 動機づけ
直観的には、開集合は二点を区別する方法を与える。例えば、位相空間内の一点について、もうひとつの（相異なる）点を含まない開集合がとれるならば、それら二点は位相的に区別できると言う。このようなやり方で、同じ位相空間のふたつの集合が「近い」ということを、その空間上に具体的な距離函数を定義することなしに言及することができる。したがって、位相空間は距離空間の一般化とみなすことができる。
実数全体の成す集合 ℝ には、自然なユークリッド距離（函数 d(x, y) ≔ |x − y|）がある。これを用いて、与えられた実数に対して、その実数の近い点（つまり、与えられた実数を x として、x からの距離が ε 内にあるような点）全体の成す集合について述べることができる。本質的に、x と ε 以内にある点は、ε の精度で x を近似するものである。着目すべきは、ε > 0 を常に保ったまま ε をより小さくしていけば、x をより高い精度で近似する点が得られることである。例えば、x ≔ 0, ε ≔ 1 とすれば、x と ε 内の距離にある点全体は、ちょうど開区間 (−1, 1) に属する点（つまり、−1 から 1 までの任意の実数）の全体になっている。同様に、ε ≔ 0.5 とすれば、x と ε 内の距離にある点全体は開区間 (-0.5, 0.5) に他ならず、明らかにこちらの点のほうが ε = 1 の場合と比べて精度が高い。
このように、ε をどれほどでも小さく定義すれば、x の近似の精度はどれほどでも高くできる。特に、開区間(-ε, ε) の形の集合は x = 0 の近くの点に関するたくさんの情報を与えるものとなる。そこで、具体的なユークリッド距離の代わりに、このような集合を x に近い点の記述に用いることができる。この画期的な考えは広範にわたって重大な結果をもたらす。特に、0 を含む（(-ε, ε) ではない）別な種類の集合の集まりを定義することで、0 とほかの実数との距離に関する異なる結果を求めることができる。例えば、そのように「距離を測る」集合は ℝ のみと定めれば、0 を近似する精度はこの ℝ ただ一つなのであるから、ℝ の元である任意の実数が 0 に近い（ある意味では、0 と任意の実数との距離が 0 であると思える）ということになる。このような測り方はつまり、ℝ に入るならば 0 に近く、ℝ に入らないならば 0 に近くない、という二択条件と考えればよい。
一般に、0 の近似に用いる、0 を含む集合族として開近傍系が定まり、その元は開集合と呼ばれる。実は、これらのことは実数の集合 ℝ に限らず任意の集合 X に対して一般化することができる。その場合、集合 X の与えられた点 x に対して、x の近似に用いる x の「周囲」の（つまり x を含む）集合の族を定義することができる。もちろん、そのような族は（公理と呼ばれる）ある種の性質を満足するようにしなければならない（そうでないと距離を測る方法がきちんと定義できない）。たとえば、X に属する任意の点は x を何らかの精度で近似するはずであるから、X は当該の集合族に入っているべきものである。ひとたび x を含む「より小さい」集合を定義し始めれば、x をより高い精度で近似する方向へ向かっていく。このようなことを念頭に、x の周りの集合族が満足することが求められるほかの公理も定めることができる。

## 定義
開集合の概念は、その抽象性の度合いも含めて、様々なクラスに対して定式化することができる。以下にいくつかを挙げる:

### ユークリッド空間の場合
n-次元ユークリッド空間 ℝn の部分集合 U が開であるとは、任意の x ∈ U に対し、実数 ε > 0 が存在して、x とのユークリッド距離が ε より小さい任意の y ∈ ℝn は y ∈ U も満たすようにできるときに言う。あるいは同じことだが、ℝn の部分集合 U が開となるのは、U の各点が U に含まれる ℝn 内の近傍を持つときである。

### 距離空間の場合
距離空間 (M, d) の部分集合 U が開であるとは、任意の点 x ∈ U に応じて適当な実数 ε > 0 を選べば、d(x, y) < ε なる任意の y ∈ M に対して y ∈ U となるようにできるときに言う。同じことだが、U が開となるのは、U の各点が U に含まれる近傍を持つときである。
これはユークリッド空間の例を一般化するものである（実数の直積にユークリッド距離を入れたものは距離空間である）。

### 一般の位相空間の場合
一般の位相空間において、開集合としてはほとんど何でもありで、下敷きにする集合が同じであっても開集合族として選ぶものが異なれば、位相空間としては異なるものとなる。
集合 X とその上の部分集合族 τ に対し、τ が X 上の位相または開集合系であるとは、
- 全体集合 X と空集合は τ に属する: {\textstyle X\in \tau ,\,\emptyset \in \tau }.
- τ に属する集合の任意の合併は τ に属する: {\textstyle \{O_{i}\}_{i\in I}\subseteq \tau \implies \bigcup _{i\in I}O_{i}\in \tau }.
- τ に属する集合の有限個の交わりは τ に属する: {\textstyle \{O_{i}\}_{i=1}^{n}\subseteq \tau \implies \bigcap _{i=1}^{n}O_{i}\in \tau }.

τ に属する集合を開集合と総称する。
開集合の無限個の交わりは開集合とは限らないことに注意すべきである。例えば、正の整数 n に対する (−1/n, 1/n) の形の開区間すべての交わりは、一点集合 {0} であり、これは実数直線内の開集合ではない。開集合の可算交叉として構成することのできる集合をGδ-集合と総称する。
このような開集合の位相的定義は距離空間における開集合の定義を一般化するものである。距離空間において上のように開集合を定義すれば、その開集合全体の成す族はその距離空間上に位相を定める。したがって、任意の距離空間は自然な仕方で位相空間となる。しかし、任意の位相空間は距離空間になるとは限らない。

## 性質
開集合からなる有限または無限個の族の合併は、ふたたび開となる。有限個の開集合からなる族の交わりは開集合である。
開集合の（位相の定義された全体空間に対する）補集合は閉集合と呼ばれる。開でも閉でもある集合（開かつ閉集合）も存在しうる。空集合および全体空間は開かつ閉集合の例となる。

## 使用
開集合は位相空間論において基礎を成す重要性を持つ。開集合は位相空間やほかの位相的構造の定義に用いられ、近さの概念や距離空間や一様空間などの空間における収束性に意味を持たせる。
位相空間 X の任意の部分集合 A は必ず開集合（空集合でもよい）を含むが、そのような開集合の中で最大のものは A の内部と呼ばれる。A の内部は A に含まれる開集合すべての合併をとることで構成できる。
X, Y が位相空間であるとき、写像 f: X → Y が連続であるとは、Y の任意の開集合の逆像が X の開集合となるときに言う。f が開であるとは、X の任意の開集合の像が Y の開集合となるときに言う。
実数直線上の開集合は、それが可算個の開区間の非交和となるという性質によって特徴付けられる。

## 注意

### 位相が違えば開かどうかも変わる
与えられた集合が開集合かどうかは考えている位相に依存するが、「位相 Τ を備えた集合 X」に言及する際に、「位相空間 (X, Τ)」と言わずに「位相空間 X」と略すことがある。
いま、同じ集合上に二つの位相が存在するとすれば、その部分集合 U が一方の位相では開だが、他方では開でないということが起こり得る。たとえば X を任意の位相空間とし、Y は X の任意の部分集合とすれば、Y 自身も部分空間の位相と呼ばれる位相によって位相空間となる。相対位相は「Y の部分集合 U が開であるには、U が X のもともとの位相に関する開集合と Y との交わりに書けることが必要十分」とするものである。これは X の開集合でない部分集合が Y の開集合となる可能性を持っている。V はもとの空間 X の位相で開となるが、V ∩ Y は開でないものとするとき、V ∩ Y は相対位相で Y の開集合だが X のもともとの位相では開でない部分集合である。
このことの具体例を挙げれば、U を開区間 (0, 1) に属する有理数全体の成す集合とするとき、U は有理数全体の成す空間 ℚ の開部分集合だが、実数直線 ℝ の部分集合としては開でない。これは実際、全体空間を ℚ とするとき、各点 x ∈ U に対し、正の数 ε が存在して、x との距離が ε 以内のすべての「有理」点が U に入るようにすることができ、他方、全体空間を ℝ とするならば、どのような x ∈ U を取っても、正の数 ε で x の ε 以内にあるすべての「実」点が U に入るようなものは存在しない（U は有理数でない数は含まないから）ということによる。

### 開と閉は互いに排他的ではない
位相空間の部分集合は、開であるもの、閉であるもの、開かつ閉であるものもあるし、開でも閉でもないものもある。
例として、実数直線 ℝ に通常の位相（ユークリッド位相）を入れたものを考える。これは以下のようなものである: 実数からなる任意の開区間 (a, b) は開集合であり、そのような区間からなる任意の合併もまた開集合である。例えば、そのような開区間の合併 (a, b)∪(c, d) は（両区間が交わっても交わらなくても）開集合になる。
- 任意の位相において、定義により、全体空間 X と空集合は開集合である。さらに言えば、全体集合の補集合は空集合で、これは開であるから、補集合が開となる X は定義により閉集合である。つまり、任意の位相において、全体空間は開であると同時に閉でもある（開かつ閉集合）。
- 開区間 I ≔ (0, 1) は、ユークリッド位相の開集合族に入っているから、開集合である。仮に I が開な補集合を持つならば I は閉集合ということになるが、実際にはそうではない。補集合は ∁I = (−∞, 0]∪[1, ∞) で、これは開区間の合併には書けないから、ユークリッド位相には入っていない。よって I は開だが閉でない集合の例になっている。
- 同様の議論で、閉区間 J ≔ [0, 1] は閉だが開でない。
- 最後に、半開区間 K ≔ [0, 1) もその補集合 ∁K = (−∞, 0)∪[1, ∞) もユークリッド位相には入らないから、K は開でも閉でもない。

## 関連文献
- 内田伏一 『位相入門』 裳華房、1997年。